# Simonini
Simonini är en italiensk motorcykeltillverkare som 1970 startade en produktion av lätta tvåtaktare, främst motocross- och enduro-modeller. Motorerna till dessa, som låg på mellan 98 och 245 kubik, var främst av märket Sachs men Simonini tillverkade även en del motorer själva. Dessa egentillverkade motorer kom även att användas av några få andra motorcykeltillverkare. Svensk generalagent är Delta Racing i Falkenberg. Modellen SF1 med 50cc Sachs motor vann stora framgångar under slutet på 70-talet. Kända förare så som Peter Johansson började sin karriär på en Simonini. Simonini var även bland de första med att använda vattenkylning.